# Wine Lauwers
Wine Lauwers (Aartselaar, 28 juni 1985) is een Belgische zangeres en radiopresentatrice, bekend van het Vlaamse commerciële radiostation Qmusic.

## Loopbaan
Lauwers nam op 19-jarige leeftijd als zangeres deel aan de talentenjacht Idool 2004 en schopte het daarbij tot de beste dertig kandidaten. Nadien bleef ze actief in de media en belandde ze achter de schermen bij de VRT, onder meer als productiemedewerker voor de talkshow Peter Live.

### Qmusic
Lauwers kwam bij de radio terecht nadat ze in 2011 deel nam aan een wedstrijd van Q-music, waarbij Sven Ornelis en Kürt Rogiers op zoek gingen naar een "sidechick" voor hun toenmalige ochtendshow. Ze won de competitie en presenteerde vervolgens mee het programma Ornelis en Rogiers Showtime, van oktober 2011 tot en met juni 2014. 
Na de stopzetting van het programma van Ornelis en Rogiers werd ze voor de zender nieuwslezeres en ook eindredacteur van Kürt Rogiers' nieuwe radioprogramma Kürt en Company, dat van september 2014 tot juni 2015 te horen was. Hierin had ze wederom een rol als co-presentatrice, doch eerder bescheiden. Toen ook dat programma ten einde kwam, ging ze achter de schermen werken. 
Sinds januari 2018 draagt ze daarnaast iedere werkdag tussen 9 en 12 uur de nieuwsaankondigingen en de verkeersbulletins voor. 
Vanaf oktober 2018 heeft ze als presentatrice een eigen nachtprogramma in het weekend. 
Lauwers zou op 2 januari 2020, na haar zwangerschapsverlof, opnieuw aan de slag gaan bij Qmusic. Ze werd echter ontslagen in een collectief ontslag ronde bij DPG Media.

## Privé
Lauwers heeft 2 kinderen, de jongste werd geboren in februari 2019.  
Huidig (anno 2023):
Ulrike D'hauwer · Liam D'hert · Dorothee Dauwe · Tom De Cock · Jana De Wilde · Vincent Fierens · Yoren Linsen · Maxine Janssens · Nils Melckenbeeck · Loore Nelen · Regi Penxten · Jolien Roets · Emma Salden · Jan Thans · Maarten Vancoillie · Matthias Vandenbulcke · Paulien Van der Jeugt · Naomi Vanderpoorten · Vincent Vangeel · Liam Van Haverbeke · Dimitri Wouters
Voormalig (2001–2023):
Dorianne Aussems (2013–2014) · Rik Boey (2010–2013, 2015–2017) · Born (2015–2017) · Herbert Bruynseels (2001–2009) · Anke Buckinx (2007–2016) · Bab Buelens (2020) · Armin van Buuren (2021–2022) · Marcia Bwarody (2013–2017) · Joren Carels (2018–2020) · Séverine Champeaux (2013–2015) · Sam De Bruyn (2015–2020) · Erwin Deckers (2001–2008) · Jolien De Greef (2015) · Anneke De Keersmaeker (2002) · Felice Dekens (2011–2022) · Frederika Del Nero (2011–2012) · Nathalie Delporte (2001–2014) · Serge De Marre (2004–2015) · Eline De Munck (2012–2014) · Bart-Jan Depraetere (2001–2019) · Dries De Vis (2019–2020) · Inge De Vogelaere (2017–2020) · Sean Dhondt (2015–2023) · Elien D'hooge (2019–2021) · Yasmina El Messaoudi (2014–2015) · Evi Geysels (2010–2018) · Elizabeth Gesels (2016) · Violette Goemans (2015–2017) · Jenno Hallaert (2012–2015) · Wine Lauwers (2011–2019) · An Lemmens (2015–2019) · Kris Mannaerts (2006–2011) · Kristin Moers (2002–2003) · Marie Monballiu (2014–2021) · Sarah Mylle (2016–2020) · Johan Notebaert (2001–2002) · Wim Oosterlinck (2006–2020) · Sven Ornelis (2001–2016) · Hans Otten (2002–2003) · Xander Peeters (2011–2013) · Astrid Philips (2011–2014) · Elke Plancke (2012–2013) · Jarne Ponet (2023) · Alexandra Potvin (2001–2009) · Jarne Rediers (2021-2023) · Kürt Rogiers (2008–2015) · Thomas Rottier (2021-2023) · Carl Schmitz (2001–2014) · Elias Smekens (2013–2018) · Kenny Smet (2006–2011) · Toon Smet (2015–2018) · Sara Steegen (2011–2012) · Kenneth Stevens (2006–2016) · Loïc Thaler (2015-2016, 2018-2022) · Shalini Van den Langenbergh (2014–2018) · Julie Van den Steen (2021) · Joke van de Velde (2013–2015) · Elke Vanelderen (2005–2006) · Arne Vanhaecke (2015–2016) · Maureen Vanherberghen (2016–2023) · Elke Van Mello (2008–2010) · Francesca Vanthielen (2001–2002) · Erika Van Tielen (2006–2008) · Heidi Van Tielen (2015–2018) · Bjorn Verhoeven (2001–2012) · Peter Verhoeven (2001–2018) · Steffi Vertriest (2013–2015) · Kristien Wollants (2018–2020)